# Perry's Victory and International Peace Memorial
Le Perry's Victory and International Peace Memorial est un monument national commémoratif géré par le National Park Service situé sur l'île South Bass, sur le lac Érié dans le comté d'Ottawa (Ohio), aux États-Unis.
Il est inscrit au Registre national des lieux historiques depuis le 15 octobre 1966 sous le n° 66000118.

## Description
Le monument, une colonne dorique de granit rose la plus massive du monde, a été construit à Put-in-Bay par une commission multi-états de 1912 à 1915 "pour inculquer les leçons de la paix internationale par l'arbitrage et le désarmement. " Le mémorial a été conçu après un concours international à partir duquel le design gagnant de Joseph H. Freelander et A.D. Seymour a été choisi.
Perry's Victory and International Peace Memorial a été créé pour honorer ceux qui ont combattu lors de la bataille du lac Érié pendant la guerre anglo-américaine de 1812 et pour célébrer la paix durable entre la Grande-Bretagne, le Canada et les États-Unis. La colonne du mémorial, qui s'élève au-dessus du lac Érié, est situé à cinq miles de la plus longue frontière du monde.
Bien que le monument porte le nom d'Oliver Hazard Perry, six officiers tués pendant la bataille sont enterrés sous sa rotonde, Perry lui-même est enterré à Newport (Rhode Island). Sous le sol en pierre du monument se trouvent les restes de ces trois officiers américains et trois officiers britanniques. Les noms des soldats et des marins tués ou blessés lors de la bataille du lac Érié et le texte du Rush-Bagot Treaty (en) sont gravés dans les murs à l'intérieur de la rotonde.
La colonne dorique est le seul mémorial international de la paix du National Park Service des États-Unis et mesure  plus de 14 m que la statue de la Liberté dans le port de New York. La plate-forme supérieure de la colonne est de 3,65 m plus haute que la statue de la Liberté.
La colonne est parmi les plus hauts monuments des États-Unis (le Gateway Arch, le monument de San Jacinto et le Washington Monument sont plus hauts). Bien que pratiquement achevé en 1915, des problèmes de financement ont empêché l'achèvement correct d'un complexe commémoratif entièrement réalisé. En 1919, le gouvernement fédéral a pris le contrôle du monument et a fourni un financement supplémentaire. La dédicace officielle a été célébrée le 31 juillet 1931. En 2002, 2,4 millions de dollars ont été dépensés pour un nouveau centre d'accueil. Le mémorial est visité par 200.000 personnes chaque année.

## Historique administratif
Établi comme Monument National de la Victoire de Perry et du Mémorial International de la Paix par Franklin Delano Roosevelt le 2 juin 1936 (Proclamation n ° 2182) ; re-désigné Monument National et renommé le 26 octobre 1972. Comme pour toutes les zones historiques administrées par le National Park Service, le monument a été inscrit au Registre national des lieux historiques le 15 octobre 1966 ; les limites de l'inscription ont été augmentées en 2015.

## Pièce commémorative de 2013
Le Perry's Victory and International Peace Memorial a été sélectionné pour représenter l'Ohio dans la Série de pièces américaines d'un quart de dollar America the Beautiful, honorant un site national de chaque État, district ou territoire américain. Sa conception montre Oliver Hazard Perry au revers de la pièce, représentant la statue du site de Perry avec le Mémorial international de la paix au loin. La conception a été choisie parmi onze propositions.

## Visite
Pour accéder à la plateforme près du sommet, les visiteurs doivent gravir 37 marches, payer le coût d'entrée (10,00 $ en espèces, carte ou chèque pour les adultes de 16 ans et plus à partir de la saison 2019, les 15 ans et moins sont gratuits), puis un garde-parc national les transporte par ascenseur. Des Rangers du NPS sont stationnés sur le pont d'observation pour répondre aux questions et parler de l'histoire et des environs. Les vues s'étendent sur le lac Érié, les îles et le continent de l'Ohio et les îles voisines de l'Ontario, y compris l'île Middle, la pointe de terre la plus au sud du Canada et une partie du parc national de la Pointe-Pelée.

## Galerie

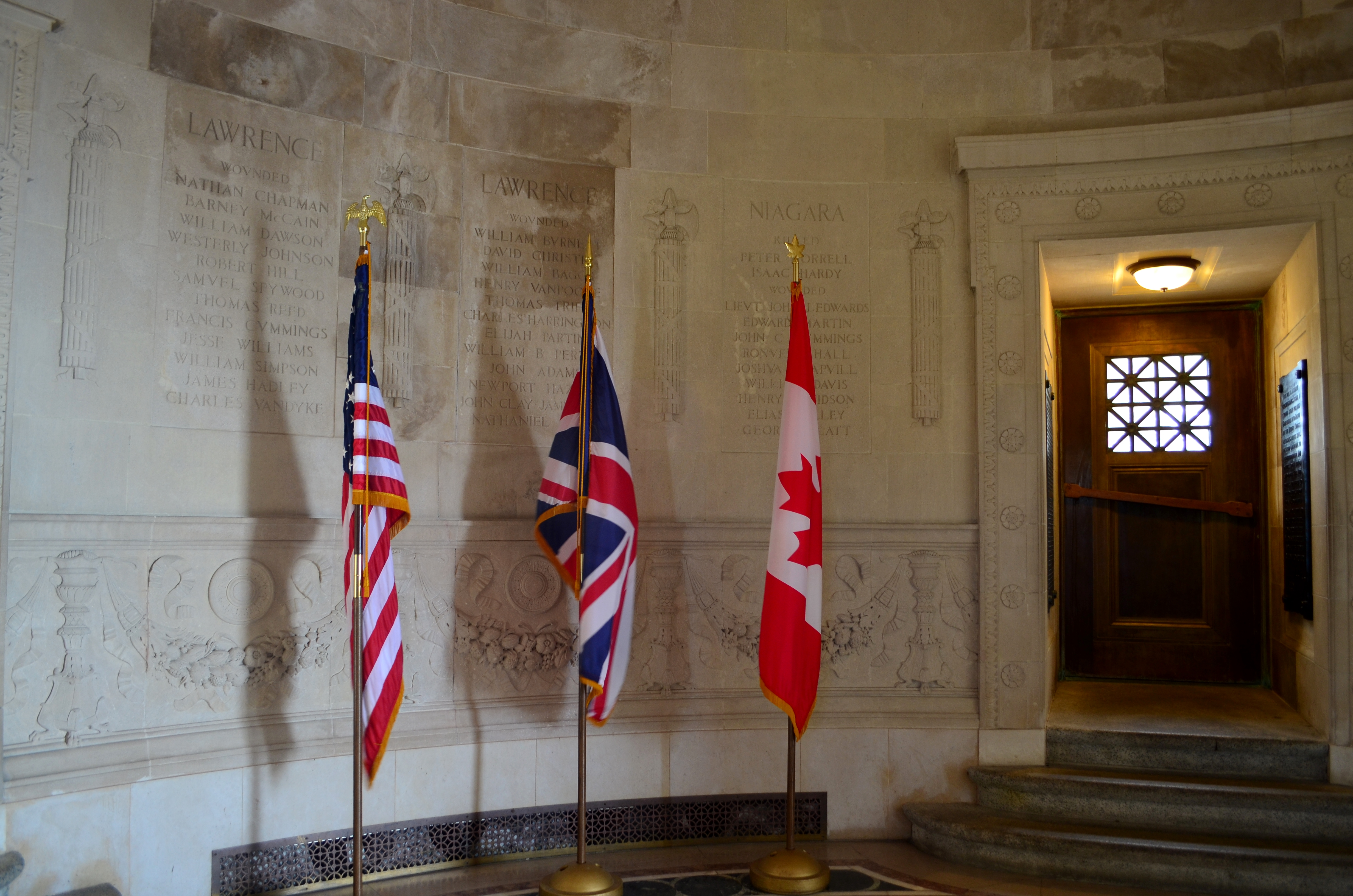
Le Mémorial de la Paix
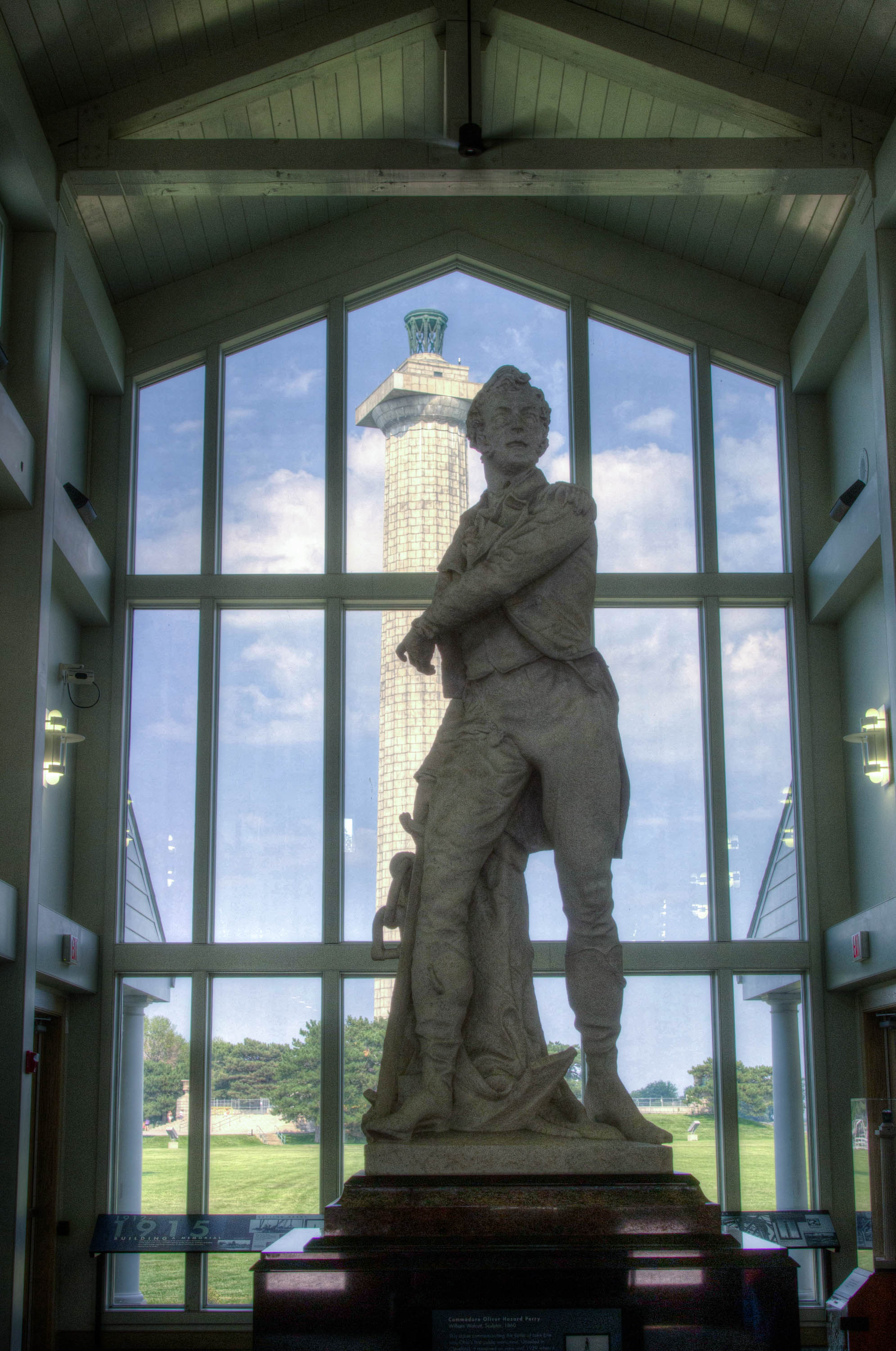
La statue de Perry
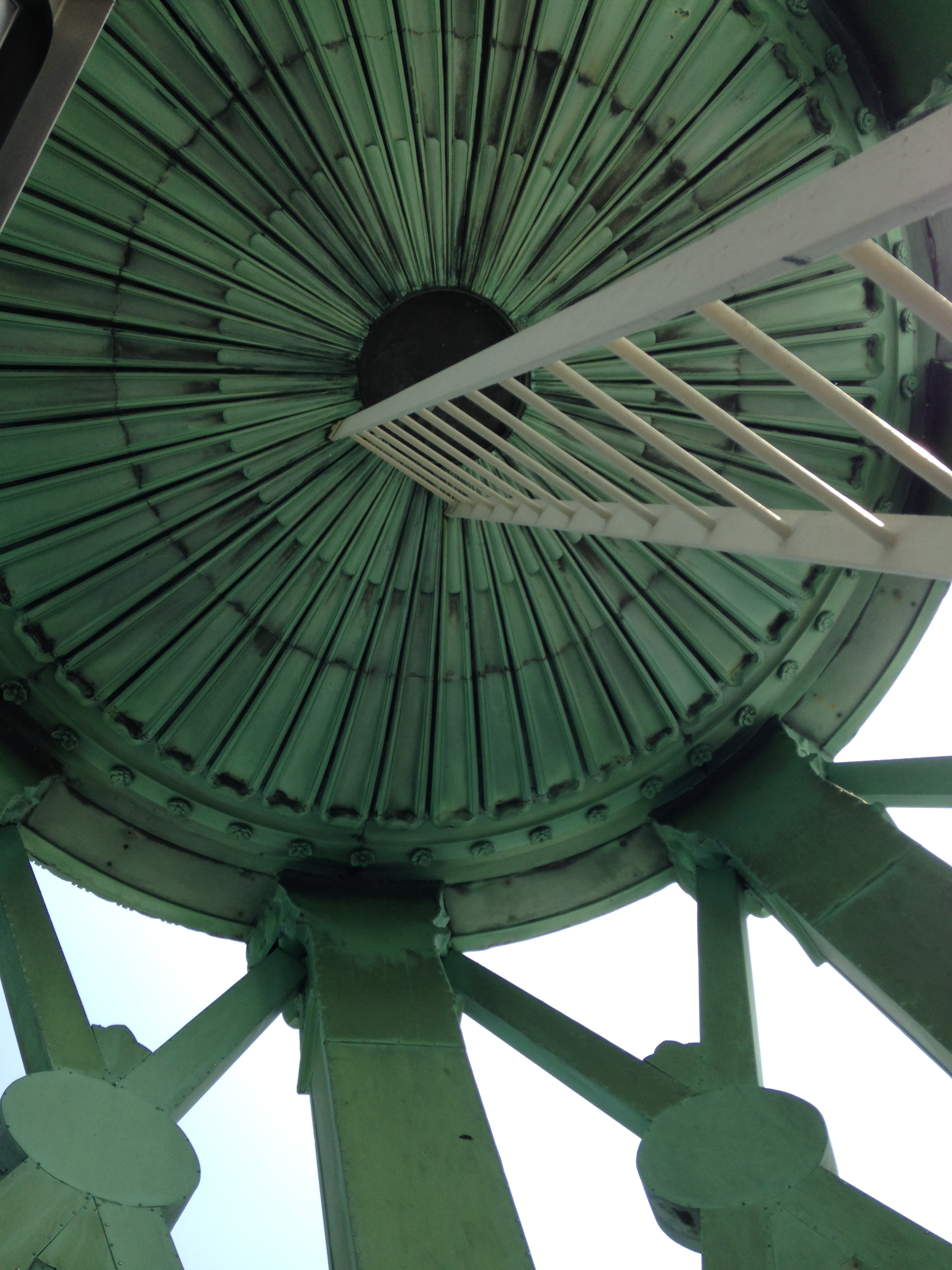
L'urne du sommet
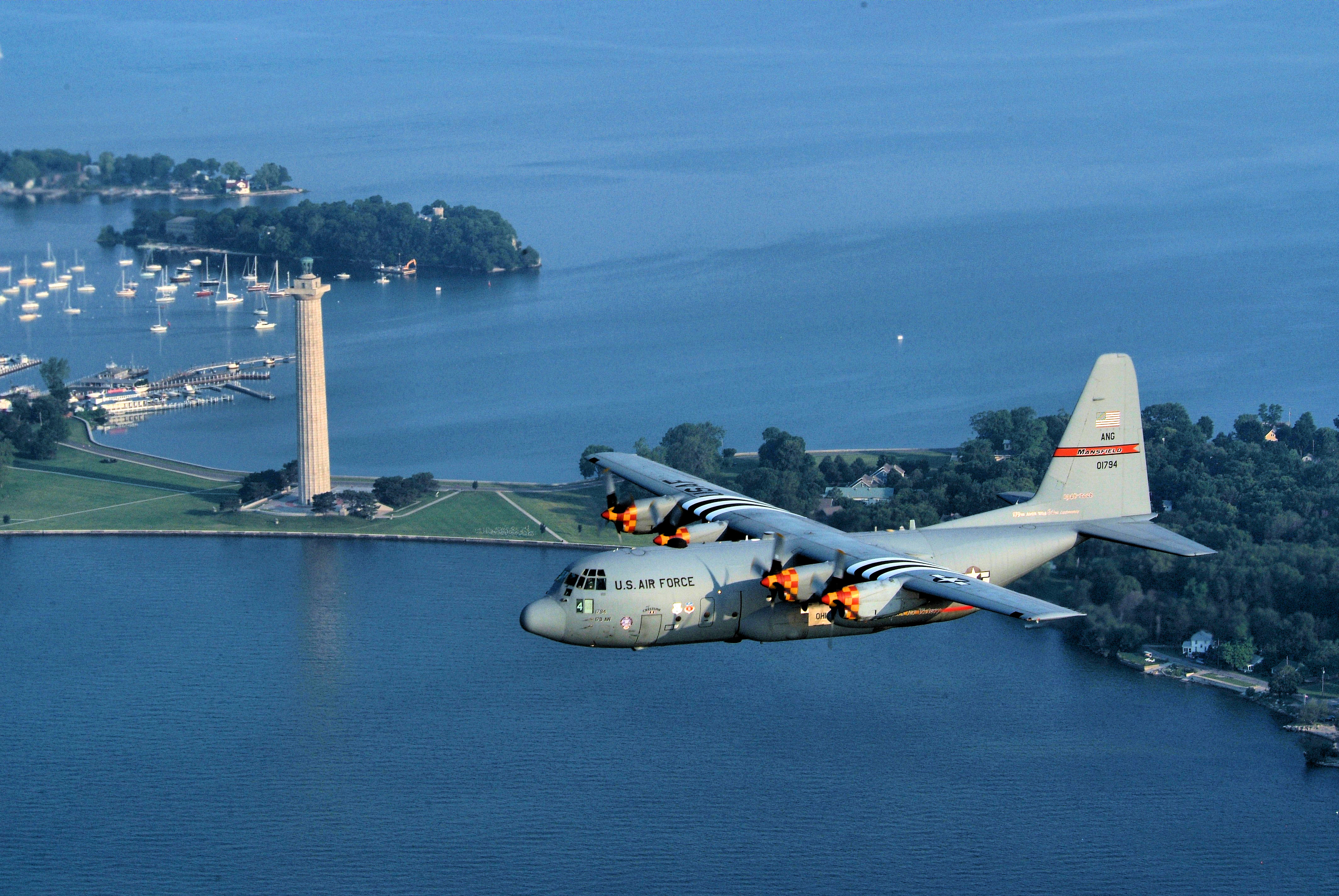
Vue  aérienne

### Lien connexe
- Liste des parcs d'État de l'Ohio
- Phare du Perry Memorial